# Paul Wolf
Paul Wolf (n. 5 octombrie 1915, Madison, Indiana, SUA – d. 14 august 1972, Pasadena, California, SUA) a fost un înotător ce a reprezentat Statele Unite ale Americii, medaliat olimpic. A participat la o ediție a Jocurilor Olimpice (1936) în care a câștigat două medalii de argint.